# なるぱーく

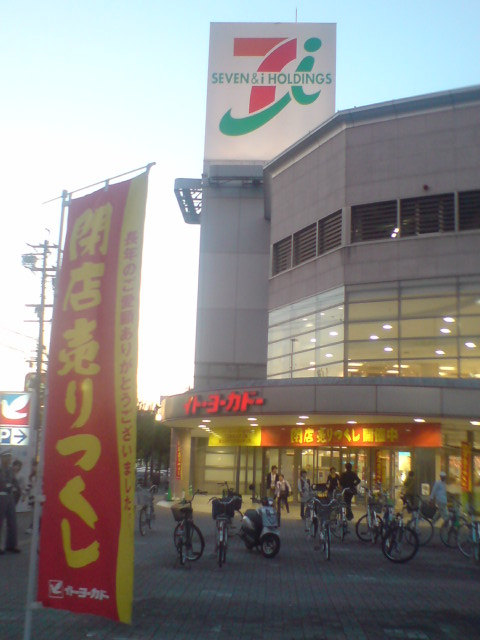
閉店直前、かつてのイトーヨーカドー鳴海店（2010年（平成22年）10月17日）

なるぱーくは、愛知県名古屋市緑区浦里三丁目に所在するショッピングセンターである。

## 概要
建物は地下一階、地上三階建て。そのうち1階・2階が商業施設で、地下1階と3階、屋上は駐車場である。屋上には「なる彩（いろ）ガーデン」（庭園）や「まちなか菜園・なるふぁーむ」（貸し菜園）も設けており、気軽にゆったりと買い物ができ、花や緑を一緒に育む「なるみ公園」を目指すとしている。
名称の「なるぱーく」とは成長し、鳴り響く施設になりたい、またオリジナルの地域に愛される公園になりたいという気持ちを込めて名付けられた。

## 歴史
当施設の前身となる総合スーパー（GMS）の「イトーヨーカドー鳴海店」は1997年（平成9年）9月13日に開店し、2010年（平成22年）10月17日に閉店した。イトーヨーカドーとしては名古屋市内で唯一の店舗だった。
なるぱーくは、その跡地にマルチテナント型のショッピングセンターとして2011年（平成23年）3月16日に開業した。開業当初の新規テナントとしては平和堂やジョーシン、ユニクロなど約50の専門店が入居した。イトーヨーカドーの撤退跡に平和堂が出店する事例としては、他にもラピオがある。
核店舗として営業していた平和堂は継続更新ができなかったことを理由に、2021年（令和3年）9月5日に閉店した。その後、バローが2021年（令和3年）11月19日に開店した。

## 現在のテナント

### 1階
- バロー（2049.28m2[11]）
- マツモトキヨシ
- くまざわ書店
- ABCマート
- Zoff[12]
- サイゼリヤ
- ファーストキッチン[13]
- サーティワンアイスクリーム
- 支留比亜珈琲店
- スガキヤ
- 福泰厨房
- おかしの里もりや
- 不二家
- お茶と海苔磯田園
- iPhone修理GENIE
- カーブス
- 白英舎
- 宝くじチャンスセンター

### 2階
- ダイソー
- THREEPPY
- NICOPA
- ファミリーヘアサロン デューポイント
- ニトリデコホーム
- エディオン[14]
- あかのれん
- 西松屋

## 交通アクセス
- 名鉄名古屋本線「鳴海駅」から徒歩で約10分[1]。
  - 施設南部で名鉄線が大きくカーブしているため、鳴海駅の隣の本星崎駅からでも徒歩でアクセス可能。
- 名古屋市営バス「浦里五丁目」バス停正面[1]。
  - 新瑞12系統と鳴子15系統が停車する[1]。名鉄鳴海駅からも利用可能。